# Нумеров (лунный кратер)
Кратер Нумеров (лат. Numerov) — большой древний ударный кратер в южном полушарии обратной стороны Луны. Название присвоено в честь советского астронома Бориса Васильевича Нумерова (1891—1941) и утверждено Международным астрономическим союзом в 1970 г. Образование кратера относится к нектарскому периоду.

## Описание кратера

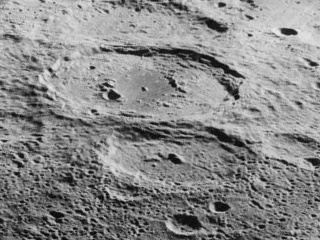
Кратеры Антониади (выше центра) и Нумеров (ниже центра). Снимок зонда Lunar Orbiter - V.

Ближайшими соседями кратера являются кратер Антониади примыкающий к кратеру Нумеров на западе; кратер Берлаге на севере; кратер Кроммелин на северо-востоке; кратер Зееман на юго-востоке; кратер Де Форест на юге и кратер Брашир на юго-западе. Селенографические координаты центра кратера 70°31′ ю. ш. 162°12′ з. д. / 70,52° ю. ш. 162,2° з. д., диаметр 105,4 км, глубина 2,9 км.
Кратер Нумеров имеет близкую к циркулярную форму и значительно разрушен. Вал сглажен, восточная часть вала испещрена множеством мелких кратеров, северо-западная часть частично перекрыта валом кратера Антониади и спрямлена. Высота вала над окружающей местностью достигает 1560 м, объем кратера составляет приблизительно 13200 км³. Дно чаши пересеченное, северо-западная часть чаши перекрыта породами выброшенными при образовании кратера Антониади. В центре чаши расположен сдвоенный центральный пик, южнее которого располагается несколько коротких хребтов.

## Сателлитные кратеры

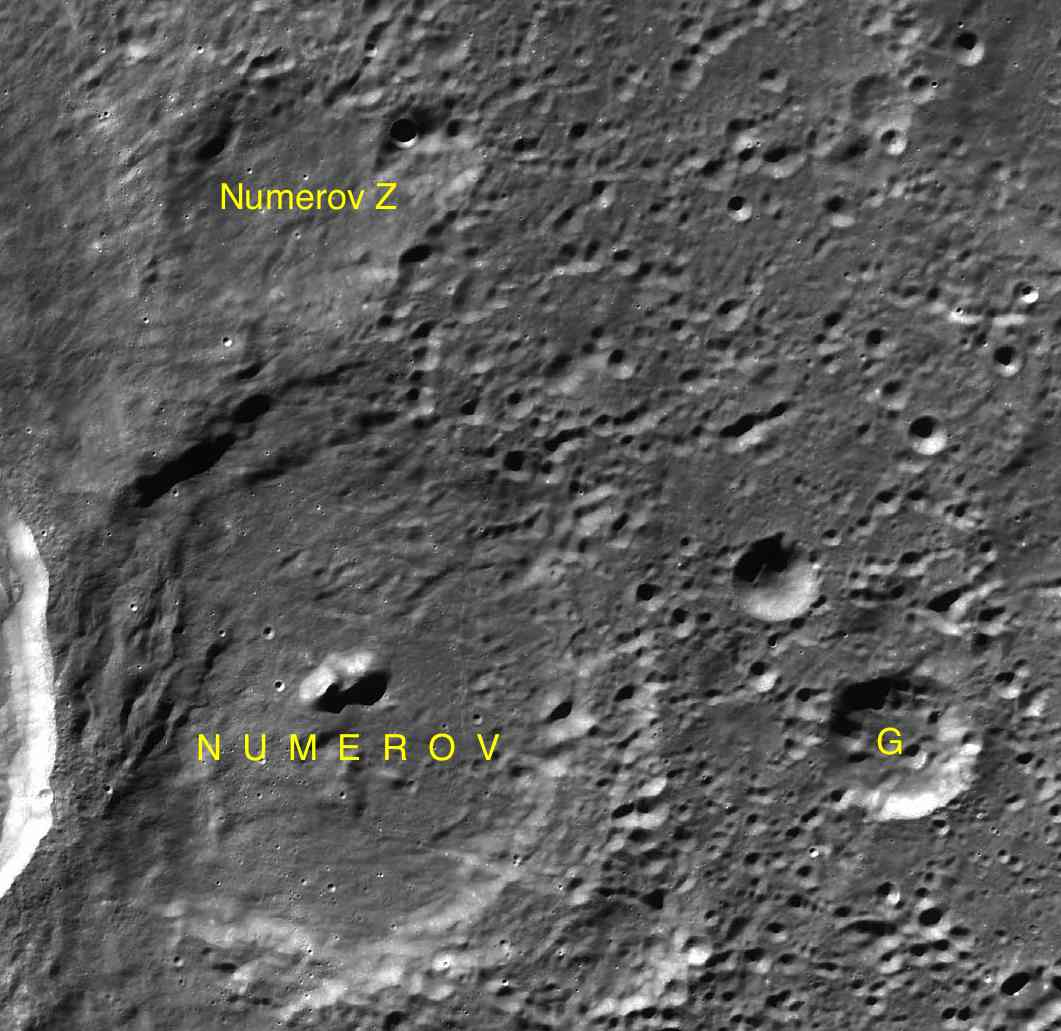
Фрагмент карты LAC-142.

| Нумеров | Координаты                                              | Диаметр, км |
| ------- | ------------------------------------------------------- | ----------- |
| G       | 71°18′ ю. ш. 153°06′ з. д. / 71,3° ю. ш. 153,1° з. д.   | 26,3        |
| Z       | 67°46′ ю. ш. 161°34′ з. д. / 67,77° ю. ш. 161,56° з. д. | 43,8        |